# Gobierno y política de Santo Tomé y Príncipe
Gobierno y Política de Santo Tomé y Príncipe: A partir de la promulgación de una nueva constitución en 1990, se realizaron elecciones en Santo Tomé y Príncipe por primera vez desde su independencia. Poco después de entrar en vigencia la constitución, la Asamblea Nacional legalizó formalmente a los partidos opositores. En las elecciones legislativas de 1991 también se permitió la participación de candidatos independientes. 

## Organización política del estado

### Poder legislativo
La Asamblea Nacional es el órgano supremo del estado y su cuerpo legislativo superior. Sus miembros son electos por cuatro años y rotan en forma semestral. 
Está formada por 55 miembros, los que pueden presentarse a reelección cada cinco años.

### Poder ejecutivo
El presidente de la república se elige por cinco años mediante sufragio universal y balotaje secreto, y puede ser reelegido por dos períodos consecutivos. Los candidatos son elegidos en la conferencia nacional de sus partidos, aunque también pueden presentarse candidatos independientes.
Un candidato presidencial puede obtener la mayoría indiscutible del voto popular tanto en la primera o segunda vuelta electoral para ser elegido presidente.
El primer ministro es nombrado por el presidente, pero debe ser ratificado por el partido mayoritario, por lo que normalmente proviene de una terna.
El primer ministro designa a los 14 miembros de su gabinete.

### Poder judicial
Al máximo nivel, la justicia es administrada por la Suprema Corte. Originariamente dependiente de la Asamblea Nacional, el poder judicial es ahora independiente bajo la nueva constitución.

## Gobiernos distritales
El país se divide en siete distritos municipales, seis en la isla de Santo Tomé y uno en Príncipe.
Los concejos de gobierno distritales poseen poderes limitados de decisión, y pueden ser reelegidos cada cinco años.